# Койву-Ламбасуо
Болото Койву-Ламбасуо — государственный болотный заказник в Пряжинском районе Республики Карелия, особо охраняемая природная территория.
Заказник расположен в районе озера Койвулампи, в 5 км на северо-восток от деревни Киндасово.
Заказник учреждён Постановлением Совета министров Карельской АССР № 275 от 15 июня 1976 года как типичная для южных районов Карелии болотная система.
Является объектом многолетних исследований специалистами Института биологии Карельского научного центра РАН, где разрабатываются методы сбора лекарственных растений и изучается динамика урожайности лекарственных и ягодных растений.